# Azalityzm
Azalityzm (nazwa własna: Bayani) – ruch religijny w łonie babizmu (zwany również babizmem, bądź azalityzmem-babizmem) powstały na gruncie sporu o sukcesję po założycielu, skupiony wokół Mirzy Yahya Nuri (Subh-i-Azal, co po persku znaczy Poranek Wieczności) (1831–1912).

## Geneza
Do rozłamu doszło po trzynastu latach kierowania grupą przez Yahyę, kiedy to ponad połowa wiernych opowiedziała się za Bahaullahem (1863) i stworzyła konkurencyjny bahaizm (1866).  Tuż po podziale wielu czołowych azalitów zostało skrytobójczo zabitych, o co do dziś posądzają bahaitów; znane są również przypadki zabójstw bahaitów przez azalitów – bahaici do dziś oskarżają Subh-i-Azala o próbę zabójstwa Bahaullaha. Azalici znani są z częstego stosowania takijji. Wielu azalitów takich jak: Mirza Aga Khan Kirmani, szejk Ahmad Ruhi Kirmani, Mirza Dżahangir Chan Szirazi, było irańskimi politykami, którzy przyczyniali się do reformowania państwa. Liczą obecnie poniżej 10 000 wyznawców, w większości w Iranie oraz wśród Turków mieszkających w Północnym Cyprze. Azalityzm jest obecnie znacznie mniej rozpowszechniony niż bahaizm.